# Edward Veal
Edward Veal (nascido em 1 de agosto de 1976) é um ciclista canadense. Especializado em ciclismo de pista, Veal competiu nos Jogos Pan-Americanos de 2015.